# Оболонский, Демьян Васильевич
Демья́н Васи́льевич Оболо́нский (укр. Дем'ян Оболонський; ?—1758) — генеральный судья и  генеральный бунчужный Войска Запорожского. Прадед А. А. Оболонского.

## Биография
Сын сосницкого сотника Василия Ивановича Оболонского и Анастасии Мануиловны Мануилович, сестры генерального есаула Ивана Мануиловича.
Впервые имя Оболонского встречается в 1736 году в числе писарей Генерального Суда. На должности писаря Оболонский оставался до 1741 года, когда был назначен генеральным бунчужным на место Ивана Бороздны. В 1744 году Оболонский был осыпан милостями императрицы Елизаветы Петровны, проехавшей летом этого года через Малороссию, а с этих пор начался рост его благосостояния. Яков Маркевич, автор «Записок», рассказывает в них, что императрица, проездом в Киев, остановилась в Глухове на два дня и изволив, между прочим, «веселиться танцами старшинских жен, польскими и казацкими», обратила особое внимание на жену Оболонского, найдя в ней громадное сходство с своей матерью — императрицей Екатериной I. Это и было причиной того, что Оболонский получил от императрицы большие имения. Так, на обратном пути из Киева в Глухов, императрица, именным указом Сенату от 13 сентября 1744 года, пожаловала Оболонскому два села: Вишняки на pеке Хорол и Горошино на реке Сула. Этим, однако, милости императрицы к Оболонскому не ограничились. По прибытии в Глухов 20 сентября императрица остановилась в нём опять на два дня, была восприемницей дочери Оболонского, пожаловала жене его четыреста червонцев, крест и «полштуки штофу» и пригласила её в Петербург.
Оболонский с женой приехали в Петербург в начале 1745 года и прожили там почти целый год, обласканные и щедро одаренные: «Приём им был сделан отменный; после совершения венчания приветствие от лица малороссийских депутатов говорил генеральный хоружий. Каждый получил по собольей шубе, брильянтовому перстню и тысяче рублей на обратный путь)».
Возвратившись в Глухов, Оболонский был занят ведением своих имущественных процессов. Милости императрицы и поддержка «великороссийских» членов Генерального суда дозволяли направлять их в свою пользу. Затем, Оболонский присутствовал 22 февраля 1750 года в Глухове на церемонии избрания в гетманы К. Г. Разумовского, будучи со всеми бунчуковыми товарищами и малороссийским шляхетством, и ездил во главе посольства, отправленного Малороссией в Петербург для принесения благодарности императрице по сему случаю и состоявшего из него, нежинского полковника С. В. Кочубея и бунчукового товарища И. В. Журмана; 24 апреля этого года им дана была публичная аудиенция, на которой речь от лица малороссиян говорил Оболонский, а граф Головкин объявил депутатам, что императрица утверждает сделанное малороссиянами избрание. При чтении же Высочайшей грамоты об избрании в гетманы Разумовского, Оболонский стоял с гетманским бунчуком.
Впоследствии, во время гетманства Разумовского, Оболонский был генеральным есаулом (1750) и служил то в Генеральной Канцелярии, то в Генеральном Суде, а под конец жизни получил уряд генерального судьи. Награждённый большими имениями от императрицы и выиграв много имущественных процессов, Оболонский составил себе огромное состояние (более 7000 душ крестьян), которое перешло к его сыну и дочери.
Умер Оболонский в начале 1758 года и в сентябре этого года на его место был избран в генеральные судьи Илья Васильевич Журман.